# Newsweek
Newsweek este o revistă din SUA ce apare săptămânal, înființată în anul 1933. La momentul apariției costa 10 cenți numărul sau 4 dolari pe an, și avea un tiraj de 50.000 de exemplare. Revista a fost cumpărată de compania media The Washington Post Company în anul 1961. Newsweek avea în 2008 un tiraj de 4 milioane de exemplare în întreaga lume. Revista relatează știri din întreaga lume.
În 2011 Newsweek, care fusese cumpărată în august 2010 de către Sidney Harman pentru suma de 1 $ plus 47 milioane $ pasive, a fuzionat cu situl The Daily Beast.